# Le Castellet (Var)
Le Castellet is een gemeente in het Franse departement Var (regio Provence-Alpes-Côte d'Azur) en telt 3799 inwoners (1999). De plaats maakt deel uit van het arrondissement Toulon. Le Castellet is lid van Les Plus Beaux Villages de France.

## Sport
Het Circuit Paul Ricard ligt bij Le Castellet. Op dit circuit worden onder andere Formule 1-races verreden.

## Geografie
De oppervlakte van Le Castellet bedraagt 44,7 km², de bevolkingsdichtheid is 85,0 inwoners per km².
De onderstaande kaart toont de ligging van Le Castellet (Var) met de belangrijkste infrastructuur en aangrenzende gemeenten.

## Demografie
Onderstaande figuur toont het verloop van het inwonertal (bron: INSEE-tellingen).
(Sortering op regio > departement (vet) > gemeente)